# Haus Herbede

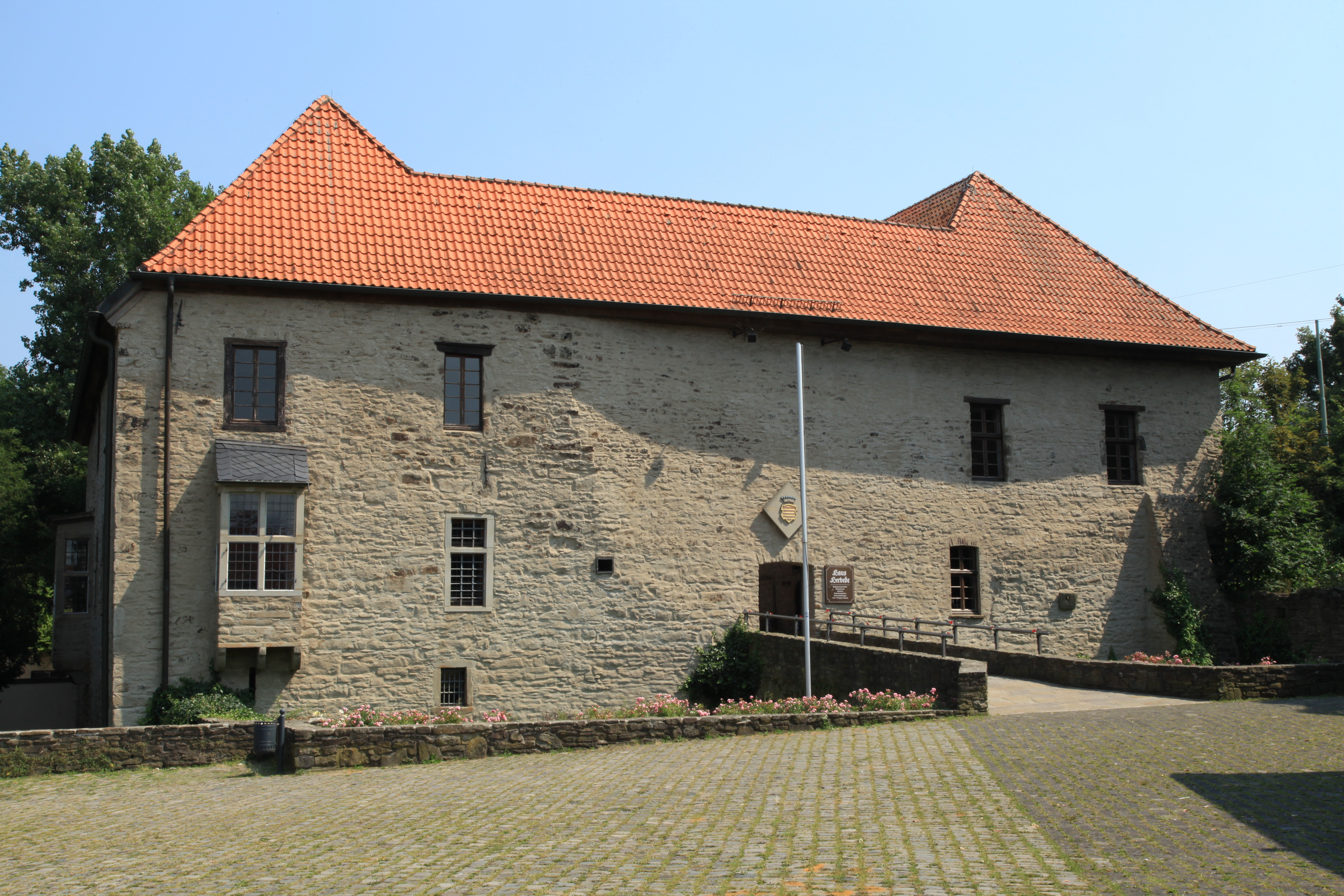
Haus Herbede, Ansicht von Nordwesten

Haus Herbede ist ein Rittergut im Ruhrtal und liegt im Wittener Stadtteil Herbede unweit des Kemnader Sees.
Das ehemals von Gräften umgebene Haupthaus besitzt eine mauerumwehrte Vorburg und wird heute als öffentliche Begegnungsstätte und Galerie genutzt. Das Wittener Standesamt unterhält dort ein Trauzimmer. Im mittelalterlichen Gewölbekeller befindet sich ein Restaurant, welches allerdings seit Oktober 2016 geschlossen ist.

## Geschichte
Die Anfänge der Anlage reichen bis in das 11. Jahrhundert zurück. 1225/27 war es im Besitz des Arnold von Didinghofen, der die Herrschaft Herbede vom Kloster Kaufungen zu Lehen erhielt. Ab 1311 wurde das Haus durch die Familie von Elverfeldt bewohnt, deren Mitglieder es als Burgmannen verwaltete.
Während des 14. Jahrhunderts wurde die Anlage befestigt, indem die Holzbauten durch ein Steinhaus und einen sich anschließenden Turm ersetzt wurden.
Um 1500 wurde Haus Herbede durch einen großen Brand stark beschädigt. Bei Untersuchungen in den 1980er Jahren fanden sich im Keller allerlei Inventar, Waffen und Rüstungsteile. Diese waren bei dem Feuer vermutlich durch die Decken gestürzt, ohne dass sie später geborgen wurden.

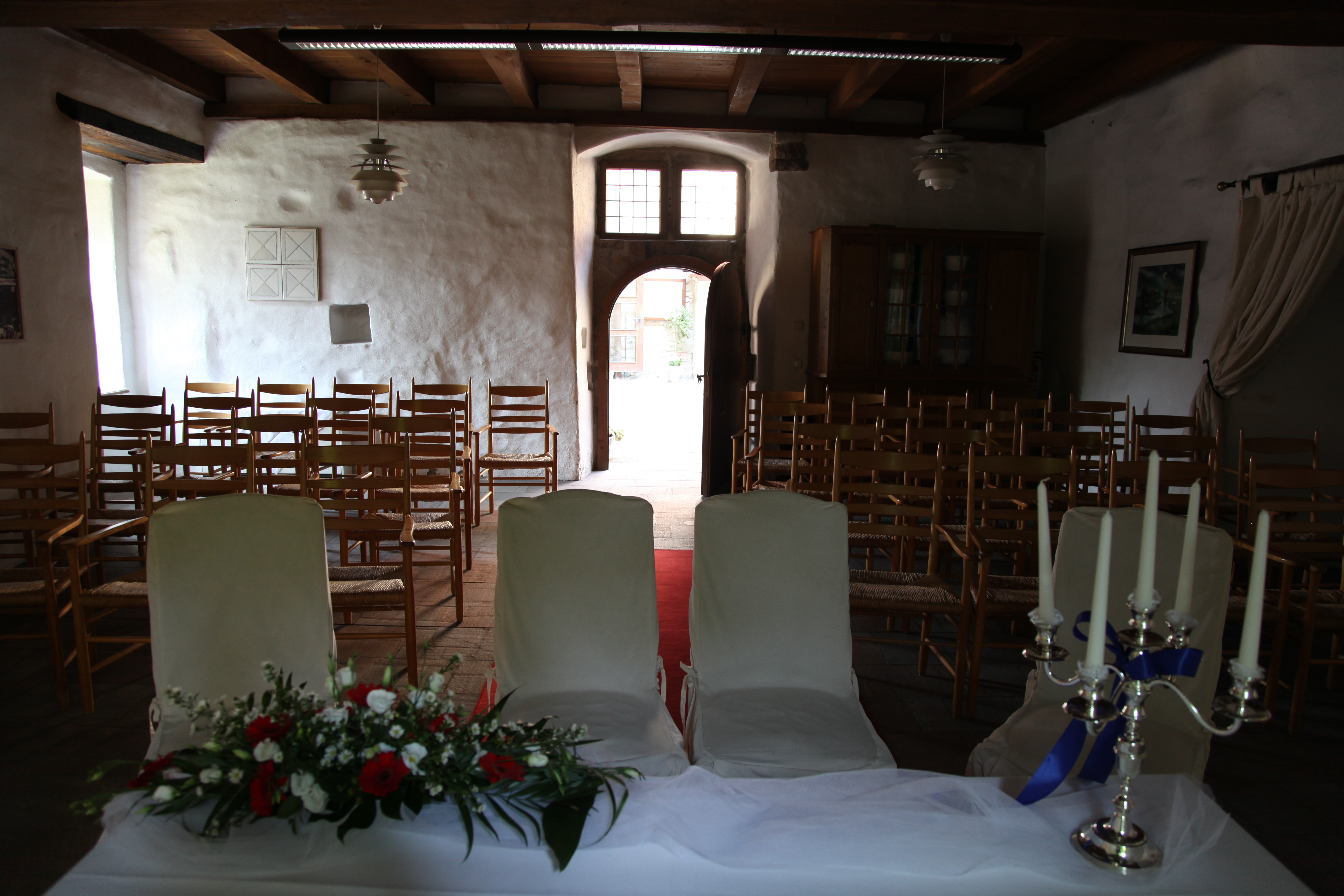
Trauzimmer

1540 entstand ein unterkellerter Neubau, der um 1563 durch Anbauten mit bestehenden Steinhäusern verbunden wurde, sodass Haus Herbede zu einer Vierflügelanlage mit zentralem Innenhof umgestaltet wurde. Zum Herbeder Besitz gehörten jahrhundertelang auch Haus Villigst, Haus Blumenau, seit Anfang des 18. Jahrhunderts ferner Haus Berghofen, ab 1869 Haus Ruhr und ab 1882 Haus Kotten. Der protestantischen Herbeder Linie der Elverfeldt gehörte dieser umfangreiche Besitz bis zu ihrem Erlöschen 1889, als er durch Erbgänge nacheinander an die freiherrlichen Familien von Rheinbaben und von Gemmingen fiel. 
Nachdem Haus Herbede im 20. Jahrhundert als Wohnstätte für Werksangehörige eines benachbarten Eisen verarbeitenden Unternehmens genutzt worden war und in der Endphase dieser Nutzung immer mehr verfiel, wurde es 1985 Eigentum der Freizeitzentrum Kemnade GmbH, der Trägergesellschaft für den Bau und Betrieb des Kemnader Sees sowie der Freizeit- und Naherholungsanlagen in den Uferbereichen des Sees. Die Gesellschaft sanierte die Gebäude mit öffentlichen Mitteln und baute sie zu einer öffentlichen Kultur- und Begegnungsstätte um. Die unter Denkmalschutz stehende Anlage wurde in den 1980er Jahren aufwendig restauriert. Außenanlagen und der Innenhof sind frei zugänglich.